# Systolederus parvus
Systolederus parvus är en insektsart som beskrevs av Hancock, J.L. 1907. Systolederus parvus ingår i släktet Systolederus och familjen torngräshoppor. Inga underarter finns listade i Catalogue of Life.